# اندرو پیتر ریدوی
اندرو پیتر ریدوی (انگلیسی: Andrew Ridgway؛ زادهٔ ۲۰ مارس ۱۹۵۰) فرد نظامی اهل بریتانیا است. وی همچنین برندهٔ جوایزی همچون نشان امپراتوری بریتانیا و نشان حمام شده‌است.